# Nálchik
Nálchik (en ruso, Нальчик) es la capital de la República de Kabardino-Balkaria en la Federación de Rusia. Al margen del río Nálchik.

## Historia
La fortaleza Nálchik fue fundada en 1818. En 1838, surgió un poblado militar, que en 1862 se convirtió en una slobodá (слобода). Por entonces su población alcanzó 2300 habitantes. En 1921 obtuvo el título de ciudad.
Durante la Segunda Guerra Mundial, desde el 28 de octubre de 1942 hasta el 3 de enero de 1943, Nálchik fue ocupado por el ejército de la Alemania nazi. La ciudad fue en gran parte destruida. Una serie de monumentos sirven de recuerdo de aquellos acontecimientos. La liberación de Nálchik fue realizada por las tropas del 37.º ejército del grupo Norte del frente Transcaucásico, junto a los partisanos de Kabardino-Balkaria.

## Clima
| Parámetros climáticos promedio de Nálchik | Parámetros climáticos promedio de Nálchik | Parámetros climáticos promedio de Nálchik | Parámetros climáticos promedio de Nálchik | Parámetros climáticos promedio de Nálchik | Parámetros climáticos promedio de Nálchik | Parámetros climáticos promedio de Nálchik | Parámetros climáticos promedio de Nálchik | Parámetros climáticos promedio de Nálchik | Parámetros climáticos promedio de Nálchik | Parámetros climáticos promedio de Nálchik | Parámetros climáticos promedio de Nálchik | Parámetros climáticos promedio de Nálchik | Parámetros climáticos promedio de Nálchik |
| Mes                                       | Ene.                                      | Feb.                                      | Mar.                                      | Abr.                                      | May.                                      | Jun.                                      | Jul.                                      | Ago.                                      | Sep.                                      | Oct.                                      | Nov.                                      | Dic.                                      | Anual                                     |
| ----------------------------------------- | ----------------------------------------- | ----------------------------------------- | ----------------------------------------- | ----------------------------------------- | ----------------------------------------- | ----------------------------------------- | ----------------------------------------- | ----------------------------------------- | ----------------------------------------- | ----------------------------------------- | ----------------------------------------- | ----------------------------------------- | ----------------------------------------- |
| Temp. máx. media (°C)                     | 0.2                                       | 1.0                                       | 6.6                                       | 16.0                                      | 20.9                                      | 24.7                                      | 27.1                                      | 26.3                                      | 22.0                                      | 14.5                                      | 8.3                                       | 3.1                                       | 14.2                                      |
| Temp. mín. media (°C)                     | -7.1                                      | -6.0                                      | -1.3                                      | 5.4                                       | 10.6                                      | 14.1                                      | 16.7                                      | 15.8                                      | 11.7                                      | 5.4                                       | 1.0                                       | -3.7                                      | 5.2                                       |
| Precipitación total (mm)                  | 22                                        | 23                                        | 38                                        | 63                                        | 99                                        | 100                                       | 72                                        | 61                                        | 55                                        | 43                                        | 29                                        | 26                                        | 631                                       |
| Días de precipitaciones (≥ 1 mm)          | 6                                         | 6                                         | 8                                         | 9                                         | 11                                        | 11                                        | 9                                         | 7                                         | 7                                         | 7                                         | 7                                         | 7                                         | 95                                        |
| Horas de sol                              | 69                                        | 71                                        | 117                                       | 141                                       | 185                                       | 235                                       | 222                                       | 210                                       | 201                                       | 153                                       | 93                                        | 63                                        | 1760                                      |
| Fuente n.º 1: Gydrometcenter              |                                           |                                           |                                           |                                           |                                           |                                           |                                           |                                           |                                           |                                           |                                           |                                           |                                           |
| Fuente n.º 2: Ayuntamiento de Nálchik     |                                           |                                           |                                           |                                           |                                           |                                           |                                           |                                           |                                           |                                           |                                           |                                           |                                           |

## Ciudades hermanadas
Nálchik está hermanada con las ciudades:
- Amán, Jordania.
- Kayseri, Turquía.
- Reno, Estados Unidos.

## Las personas conocidas
- Muhadín Kíshev - artista soviético, ruso y español (nacido en 1939)
- Kantemir Balagov - guionista y director de cine ruso (nacido en 1991)